# Dragodana
Dragodana est une commune du județ de Dâmbovița en Roumanie.